# Givʿat Brenner

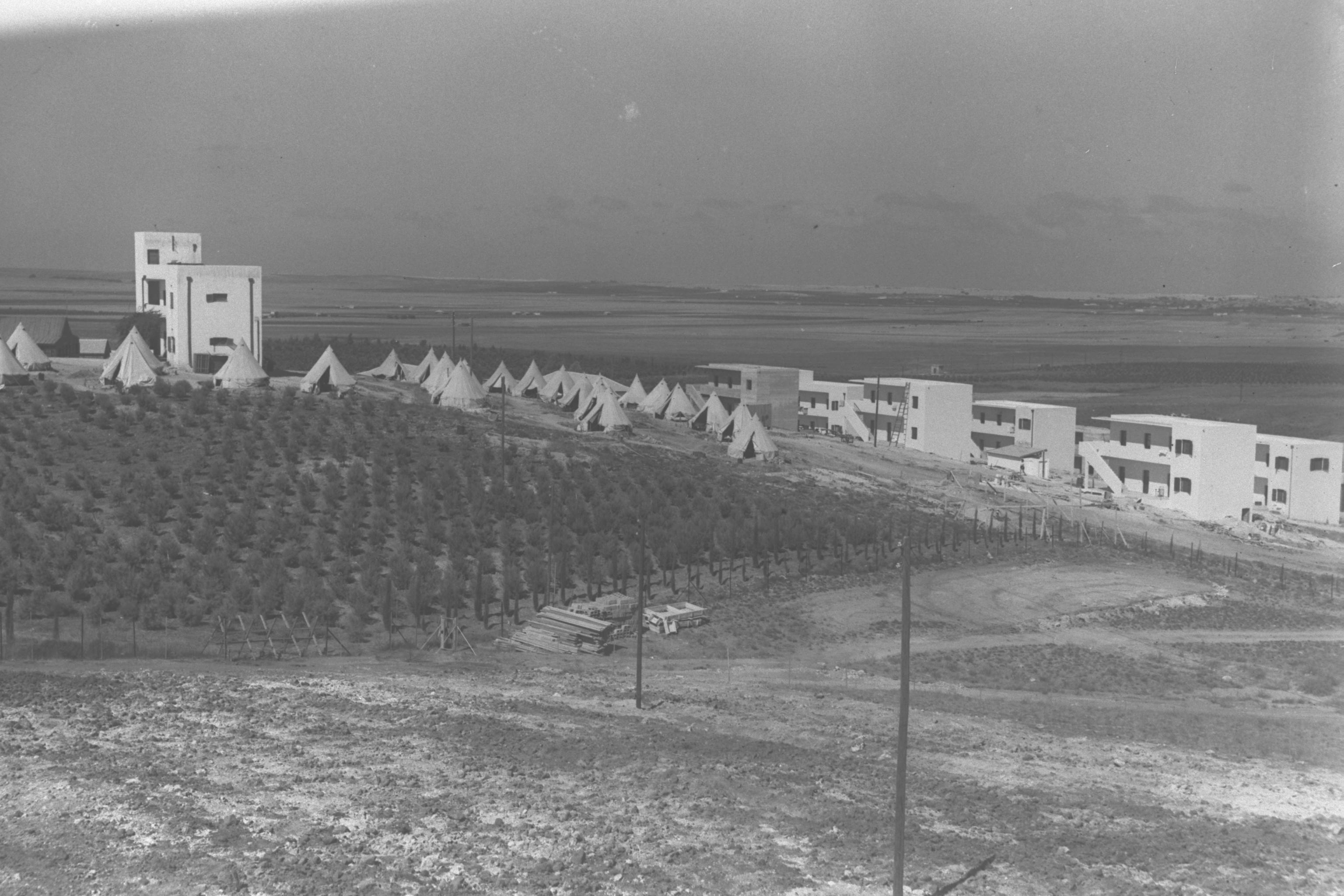
Kibbuzgebäude 1936

Givʿat Brenner (hebräisch גִּבְעַת בְּרֶנֶּר Hügel Brenners, englisch Givʿat Brenner) ist eine Ortschaft in der Schphelah, Israel. Der Kibbuz, vier Kilometer südlich Rechovots und 28 km südlich von Tel Aviv gelegen, ist nach der Zahl der Einwohner – 2703 (Stand 2018) – der größte seiner Art. Der Kibbutz ist auch Sitz des Regionalverbands Brenner, zu dem der Kibbutz selbst auch gehört.

## Geschichte
Givʿat Brenner wurde 1928 von überwiegend jungen Menschen aus Russland und Polen auf Land der Jewish Agency gegründet und ist nach dem aus der Ukraine stammenden, 1921 ermordeten Schriftsteller Josef Chaim Brenner benannt. Die Kvutza (deutsch Gruppe) von anfangs 33 Personen mit einigen Zelten organisierte sich als sozialistisches Kollektiv. Bald kamen in einer zweiten Einwanderungswelle Aufbauwillige aus Litauen und Westeuropa nach. Darunter waren nach der Aufhebung der britischen Einwanderungssperre von 1928 Angehörige des Kibbuz Cheruth (deutsch Kibbuz Freiheit) als Jugendgruppe aus der Nähe von Hameln. Sie gingen erst nach Rechovot und kamen 1930 nach Givʿat Brenner. Eine zweite Einwanderung aus Deutschland folgte 1930 mit 90 Personen, die ebenfalls nach Givʿat Brenner gamen. Der Initiator des Kibbuz Cheruth, der Hamelner Zahnarzt Hermann Gradnauer, ging 1934 nach Palästina und ließ sich 1942 in Givʿat Brenner nieder, wo er weiter als Zahnarzt tätig war.
Nach und nach entstanden Obstplantagen, eine Konservenfabrik, eine Möbelproduktion, ein Betrieb zur Herstellung von Bewässerungstechnik, Schulen und Gemeinschaftseinrichtungen.
Einer der Pioniere von Givʿat Brenner, Enzo Sereni (1905–1944), fiel 1944 bei dem Versuch, jüdische Verfolgte zu retten, nach einem Fallschirmabsprung in Italien den Deutschen in die Hände und wurde im KZ Dachau ermordet. Er war als Pazifist um die friedliche Koexistenz von arabischen und jüdischen Palästinensern bemüht.
Einen anschaulichen Eindruck vom Leben in Givʿat Brenner Ende 1934/Anfang 1935 vermittelte die Ende 1933 nach Palästina emigrierte Gabriele Tergit in einem Artikel für die in Berlin erscheinende CV-Zeitung.
Hermann Maas schildert die Lebensverhältnisse im Jahr 1950 und Otto Küster im Jahr 1956. 1952 spaltete sich eine Gruppe von Givʿat Brenner ab und gründete den Kibbuz Netzer Sereni. Anlass waren Meinungsverschiedenheiten über die Haltung zur Sowjetunion.
Der Schriftsteller Amos Oz unterrichtete an einer dortigen Schule. Der General Yitzhak Sadeh, der Historiker und Pädagoge Chaim Seeligmann sowie der Bildhauer und Architekt Frank Meisler sind in Givʿat Brenner begraben.